# 但以理书第8章
《但以理书》第8章记载新巴比倫王國国王伯沙撒在位第三年，但以理看到异象。

## 异象
但以理在异象中看见自己在以拦省书珊城中乌莱河边，见有一只双角的公绵羊面向河站着，一角高过另一角，更高的是后长出来的。见那公绵羊往西、往北、往南抵触；兽在他面前都站立不住，他任意而行，渐渐强大。突然有一只公山羊从西而来，遍行全地，脚不触地；这山羊两眼之间，有一显著的角。山羊往那双角的公绵羊直闯，折断他的两角；绵羊无力抵挡，被撞倒在地，用脚践踏。
正当这山羊极其强盛的时候，那大角折断了，在角根上向天的四方，长出四个显著的角来。四角之中，有一角长出一个小角，向南、向东、向荣美之地，渐渐强大，高及天象，将些天象和星宿抛落在地，用脚践踏。并且以为高及天象之君；祂日常的祭祀从祂除掉，祂的聖所被毁坏。因过犯的缘故，有军兵和日常的祭祀交付与他；他将真理抛在地上。
有一位圣者问另一位圣者说，“这除掉日常祭祀，和造成荒凉的过犯，以致圣所与军兵遭践踏的异象，要持续多久呢？”他回答说，到2300个日夜，圣所就必得洁净。

## 解释
天使加百列向但以理解释绵羊与山羊的异象。  
双角的公绵羊，就是瑪代-波斯帝國，一角（波斯）高过另一角（瑪代），指波斯是帝國組成的主要勢力。帝國往西、往北、往南征服，任意而行，渐渐强大。 
从西方而来、脚不触地的公山羊代表亞歷山大大帝領導下的希臘帝國；希腊愤怒的衝擊玛代波斯（亞歷山大大帝東征波斯），折断他的两角，将他撞倒在地用脚践踏；指波斯帝國在高加米拉戰役等重要戰役敗於希臘軍隊並且最終被攻滅。但就在希腊权势的顶峰，牠两眼之间的大角，亞歷山大大帝病逝，帝國分裂為四部分。